# 輪島市立櫛比小学校
輪島市立櫛比小学校（わじましりつ くしひしょうがっこう）は、石川県輪島市にあった小学校。

## 沿革
- 1873年（明治6年）2月17日 学制施行により門前小学校が設立される。校舎は興禅寺を使用、通学区域は和田村、高根尾村、本市村、栃木村、深田村、広瀬村、日野尾村、走出村、清水村、鬼屋村、舘村、広岡村、西中尾村。
- 1885年（明治18年）門前小学校を日野尾小学校と改称。（初等科・中等科・高等科を設置）
- 1887年（明治20年）4月 日野尾小学校を再び門前小学校に改称。第1次小学校令で高等科・尋常科・簡易科を設置。
- 1892年（明治25年）4月 第2次小学校令施行により簡易科を廃止し、高等科を分離して、櫛比村立になり櫛比村立門前尋常小学校となる。
- 1911年（明治44年）4月1日 門前尋常小学校に櫛比高等小学校を併置し櫛比村立櫛比尋常高等小学校と改称する。
- 1930年（昭和5年）1月1日 櫛比村が改称・町制施行し門前町となったため門前町立櫛比尋常高等小学校と改称する。
- 1941年（昭和16年）4月1日 国民学校令が施行され門前町立櫛比国民学校と改称する。
- 1947年（昭和22年）4月1日 学制改革により門前町立櫛比小学校と改称する。
- 1998年（平成10年）4月1日 浦上小学校を統合する。
- 2006年（平成18年）
  - 2月1日 門前町が合併して輪島市となり輪島市立櫛比小学校と改称する。
  - 4月1日 七浦小学校、本郷小学校と統合し輪島市立門前東小学校が設立される。

## 櫛比高等小学校

### 沿革
- 1892年（明治25年）4月 門前小学校の高等科を分離して櫛比村、本郷村、浦上村、諸岡村、黒島村の5ヶ村による学校組合立櫛比高等小学校が設立。
- 1896年（明治29年）10月 学校組合に阿岸村が加入。
- 1908年（明治41年）5月1日 阿岸村が合併により消滅したため学校組合が解散し学校組合立櫛比高等小学校が櫛比村立櫛比高等小学校となる。
- 1911年（明治44年）4月1日 門前尋常小学校に高等科が併置され廃止される。

## 猿橋分校

### 沿革
- 1887年（明治20年）4月 第1次小学校令施行により簡易科猿橋小学校が設立される。
- 1892年（明治25年）4月 第2次小学校令施行により簡易科が廃止され尋常科を設置し、櫛比村立猿橋尋常小学校となる。
- 1904年（明治37年）4月 櫛比尋常高等小学校の猿橋分教場となる。
- 1990年（平成2年）3月31日 分校廃止。

## 小石分校

### 沿革
- 1887年（明治20年）4月 第1次小学校令施行により簡易科深田小学校が設立される。
- 1892年（明治25年）4月 第2次小学校令施行により簡易科が廃止され尋常科を設置し、櫛比村立深田尋常小学校となる。
- 1914年（大正3年）4月 櫛比尋常高等小学校の深田分教場となる。
- 1935年（昭和10年）4月 小石冬季分教場となる。
- 1990年（平成2年）3月31日 分校廃止。

## 通学区域
- 輪島市 門前町門前、門前町清水、門前町走出、門前町和田、門前町深田、門前町日野尾、門前町鬼屋、門前町舘、門前町広岡、門前町西中尾、門前町栃木、門前町上河内、門前町小石、門前町広瀬、門前町本市、門前町高根尾、門前町小滝、門前町猿橋、門前町植戸、門前町浦上、門前町浅生田、門前町安代原、門前町中野屋、門前町八幡、門前町山辺、門前町宮古場、門前町田村、門前町西円山

## 進学
- 卒業生は門前中学校へ進学した。